# Cantó de Castèl Moron
El cantó de Castèl Moron és un cantó francès del departament d'Òlt i Garona, situat al districte de Marmanda. Té 7 municipis i el cap és Castèl Moron.

## Municipis
- Brunhac
- Castèl Moron
- Coulx
- Gratalop
- La Bretoniá
- La Parada
- Vertulh d'Agenés

## Història
| Data d'elecció                           | Identitat        | Partit           | Qualitat |
| ---------------------------------------- | ---------------- | ---------------- | -------- |
| 1975-                                    | Bernard Genestou | UDF, després UMP |          |
| les dades anteriors no són pas conegudes |                  |                  |          |
|                                          |                  |                  |          |

## Demografia
| 1962  | 1968  | 1975  | 1982  | 1990  | 1999  | 2006  |
| ----- | ----- | ----- | ----- | ----- | ----- | ----- |
| 3.851 | 4.015 | 3.688 | 3.658 | 3.838 | 3.603 | 3.682 |